# Teorema de Pick

Um polígono construído sobre uma grade de pontos equidistantes.

Dado um polígono simples construído sobre uma grade de pontos equidistantes (i.e., pontos com coordenadas inteiras) de tal forma que todos os vértices do polígono sejam pontos da grade, o teorema de Pick fornece uma fórmula simples para o cálculo da área A desse polígono em termos do número i de pontos interiores localizados no polígono, e o número b de pontos fronteiriços localizados no perímetro do polígono:
{\displaystyle A=i+{\frac {b}{2}}-1.}
O teorema é válido apenas para polígonos simples, i.e., aqueles que consistem em uma única "peça" e não contêm "buracos".
Foi descrito a primeira vez por Georg Alexander Pick.